# Epacris pulchella
Epacris pulchella là một loài thực vật có hoa trong họ Thạch nam. Loài này được Cav. mô tả khoa học đầu tiên năm 1797.